# Bahama's op de Olympische Zomerspelen 1952
De Bahama's debuteerde op de Olympische Zomerspelen tijdens de Olympische Zomerspelen 1952 in Helsinki, Finland. Het land was destijds nog een Britse kolonie. Tijdens deze editie werden nog geen medailles gewonnen.

## Deelnemers

### Zeilen
| Olympiër                                                  | Discipline | Resultaat | Prestatie                          |
| --------------------------------------------------------- | ---------- | --------- | ---------------------------------- |
| Kenneth Albury                                            | finn       | 14e       | 3209 punten: (DNF-15-10-13-7-8-11) |
| Durward Knowles Sloane Farrington                         | star       | 5e        | 4828 punten: (3-6-6-10-2-7-9)      |
| Godfrey Higgs Basil Kelly Basil McKinney Donald Pritchard | 5,5        | 15e       | 1529 punten: (15-12-13-9-12-16-10) |

Argentinië · Australië · Bahama's · België · Bermuda · Birma · Brazilië · Brits-Guiana · Bulgarije · Canada · Ceylon · Chili · China · Cuba · Denemarken · Duitsland · Egypte · Filipijnen · Finland · Frankrijk · Goudkust · Griekenland · Groot-Brittannië · Guatemala · Hongarije · Hongkong · Ierland · IJsland · India · Indonesië · Iran · Israël · Italië · Jamaica · Japan · Joegoslavië · Libanon · Liechtenstein · Luxemburg · Mexico · Monaco · Nederland · Nederlandse Antillen · Nieuw-Zeeland · Nigeria · Noorwegen · Oostenrijk · Pakistan · Panama · Polen · Portugal · Puerto Rico · Roemenië · Saarland · Singapore ·  Sovjet-Unie · Spanje · Thailand · Trinidad en Tobago · Tsjecho-Slowakije · Turkije · Uruguay · Venezuela · Verenigde Staten · Vietnam · Zuid-Afrika · Zuid-Korea · Zweden · Zwitserland